# Citroën Visa
La Visa fu una autovettura utilitaria di Segmento B prodotta dalla casa francese Citroën dal 1978 al 1988.

## Storia

### Genesi e debutto
La genesi della Visa fu alquanto travagliata, sia per le indecisioni da parte del direttivo, sia per il momento storico, estremamente delicato per la Casa francese. Lanciata sul finire degli anni settanta, la Visa fu frutto di un progetto le cui origini vanno ricercate ben oltre dieci anni prima.
Siamo nel 1967: la Citroën sta vivendo un momento particolare poiché si trova a dover far fronte ad un generale processo di svecchiamento della gamma, visto e considerato che il suo modello più recente, la Ami 6, era in listino ormai da sei anni. Proprio per quest'ultima si stava pensando di avviare il progetto relativo ad una sua sostituta.
Nacque così una joint-venture tra la Citroën e la Fiat, denominata PARDEVI. La Casa italiana stava lavorando in quel periodo alla sua nuova utilitaria, la 127, ed aveva già predisposto un pianale che avrebbe fatto da piattaforma per la nuova vettura. In base agli accordi intercorsi tra le Case, la Citroën avrebbe potuto usufruire di tale pianale per l'erede della Ami 6.
Ma ci si rese conto in realtà che troppo tempo sarebbe dovuto trascorrere prima del lancio della nuova vettura e la Ami 6, già molto discussa al lancio per via delle sue soluzioni stilistiche troppo ardite (ricordiamo il gruppo lunotto-montanti posteriori, rovesciato all'indietro), stava progressivamente perdendo terreno sul piano commerciale. Si dovette quindi procedere ad un aggiornamento nel design del corpo vettura, specialmente nella controversa parte posteriore, dove i montanti ed il lunotto riassunsero una forma più digeribile da una maggior fetta di potenziale clientela. Tali cambiamenti diedero i natali alla Ami 8: sarebbe stata questa, alla fine, la vettura da sostituire.
Tra le specifiche del progetto vi fu quella della massima abitabilità possibile: a questo scopo, il centro stile diretto da Robert Opron realizzò nel 1969 un prototipo (non su base 127) denominato EN101 (ma conosciuto anche con il nome di Shadok), una sorta di piccola, spigolosa monovolume dal disegno profilato che però non ebbe alcun seguito, pur proponendo alcuni principi ispiratori per i futuri prototipi.
Fu avviato a questo punto il progetto RA, che provò a far tesoro dei principali concetti del progetto EN101. Ma i prototipi che ne derivarono si rivelarono piuttosto mal equilibrati come linee. Dopo numerosi tentativi, ci si rese conto che il pianale della 127 non era adatto alle esigenze del progetto Citroën, pertanto nel 1973 fu sciolta la joint-venture con la Fiat e venne avviato il progetto Y che prevedeva la realizzazione di un pianale ad hoc per la vettura. Nel giro di alcuni mesi, Robert Opron, in collaborazione con Jean Giret, realizzò due modelli in scala reale: il primo, più corto e a due sole porte, ed il secondo, più lungo e con quattro porte. Venne scelto quest'ultimo, poiché le direttive imponevano quattro porte. Il progetto Y poté quindi andare avanti e si procedette alla progettazione delle sospensioni.
Ma nel 1974, il gruppo Michelin decise di disfarsi della Citroën, da alcuni anni in una grave crisi economica a causa di alcune sue scelte un po' troppo azzardate come l'acquisizione della Maserati nel 1968 ed il flop commerciale della pur valida coupé SM (molto penalizzata dal rincaro dei carburanti dopo lo shock petrolifero del '73). Fu la Peugeot a rilevare il pacchetto azionario della Casa del "double chevron", ma allo stesso tempo impose che per la futura utilitaria Citroën venisse utilizzato un pianale Peugeot.
Pertanto, con sconforto, anche il progetto Y venne accantonato. Verrà rispolverato qualche tempo dopo (tra il 1976 ed il 1977) per essere proposto al governo rumeno e dare inizio così alla storia della Axel.
Si dovette ricominciare un'altra volta da zero. Fu avviato il progetto VD, ma stavolta con qualche idea chiara in più: cambiò il pianale e quindi anche alcuni adattamenti in più si imponevano, ma l'impostazione generale della carrozzeria fu analoga a quanto già stabilito nel corso del precedente progetto Y. Qui però si presentò anche una difficoltà, data dalle dimissioni rassegnate da Robert Opron, in seguito a divergenze con il direttivo PSA. Sul piano tecnico, venne utilizzato il pianale della Peugeot 104 e vennero previsti in prevalenza motori Peugeot, ma vi fu spazio anche per il bicilindrico raffreddato ad aria di origine 2CV. Ciò comportò però il ridisegnamento delle sospensioni per quegli esemplari che avrebbero montato i motori Peugeot, poiché questi ultimi erano disposti trasversalmente e andavano a sottrarre spazio laddove, nel caso del motore bicilindrico, si trovavano gli organi dell'avantreno.
Si trattò a questo punto di tradurre in realtà quanto progettato e di procedere quindi all'industrializzazione del progetto VD: per la realizzazione in serie della nuova vettura fu scelto lo stabilimento di Rennes, dove negli anni sessanta fu assemblata la Ami 6 e successivamente la GS. Si dovette procedere ad un grandissimo lavoro di ampliamento delle strutture dello stabilimento, in modo tale da poter ospitare anche le linee di montaggio della Visa. Inoltre, un ulteriore stabilimento, quello della SCEMM di Levallois, fu incaricato di costruire il nuovo bicilindrico raffreddato ad aria. 
Si parla di nuovo motore perché anche se di derivazione di quello della 2CV, fu oggetto di alcune modifiche di una certa entità, tanto da alterarne la stessa cilindrata, da 602 a 652 cm³.
Una prima presentazione alla stampa si ebbe in Grecia durante un soggiorno organizzato a Kallithea dalla Casa madre per svariati membri della stampa europea. Furono ben 432 i giornalisti inviati da tutta Europa per assistere alla presentazione della nuova vettura. Tale soggiorno durò ben oltre un mese, fino al 1º ottobre, durante il quale i giornalisti ebbero modo di provare la Visa, trasportata in Grecia in vari esemplari e varie versioni.
E finalmente si arrivò al debutto ufficiale della Visa, avvenuto il 5 ottobre del 1978 al Salone dell'automobile di Parigi.

#### Design ed interni

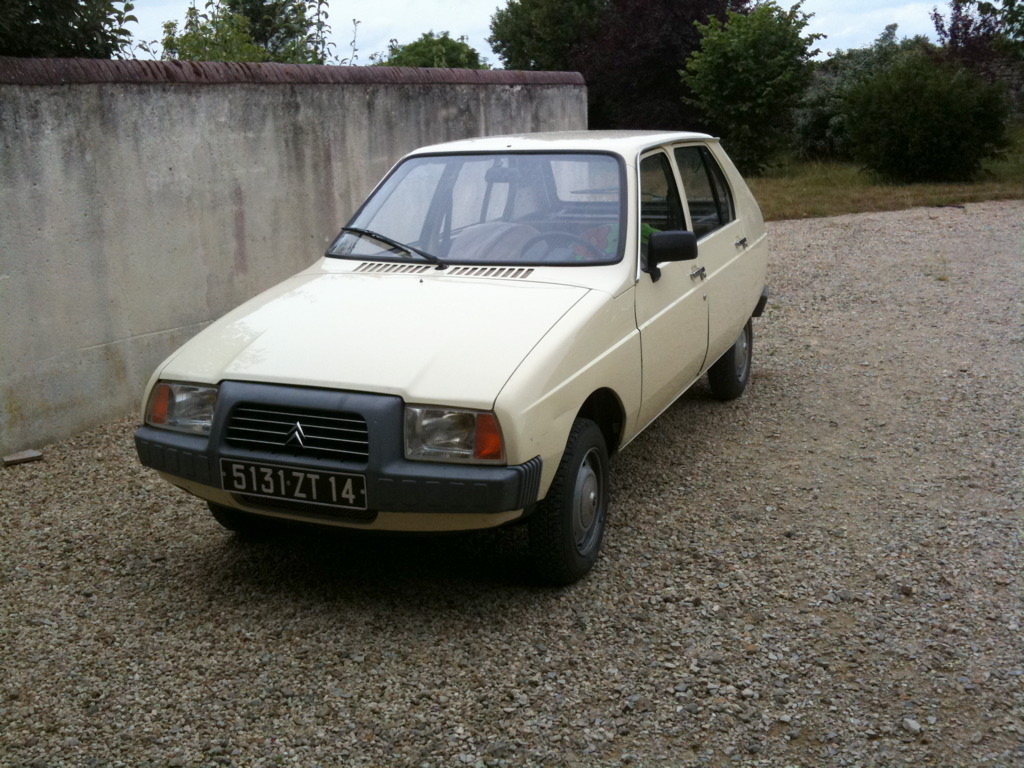
Il frontale di una Visa pre-restyling

In realtà, la Visa non poté definirsi un capolavoro di stile: la vettura che, ancora in fase di progettazione, venne congelata per essere avviata alla fase industriale, lasciò perplessi gli stessi progettisti che trovavano molto forzate certe sue soluzioni stilistiche.
In generale, si trattava però di un'onesta vettura che offriva tra l'altro un ottimo connubio tra dimensioni compatte, abitabilità notevole e praticità di utilizzo, oltre che di affidabilità meccanica.
Il corpo vettura a due volumi e cinque porte (era presente anche un vero portellone posteriore) permetteva un agevole accesso alla vettura quando ancora molte vetture dello stesso segmento non vantavano le stesse doti.
Il frontale della Visa appena lanciata fu la parte che fece più discutere, a causa della calandra trapezoidale in plastica grezza che si integrava del tutto con lo scudo paraurti. Ai lati della calandra, quasi appoggiati sopra il paraurti, trovavano posto i gruppi ottici, anch'essi trapezoidali. La parte anteriore della Visa era caratterizzata inoltre da un cofano piuttosto spiovente, motivato da esigenze di tipo aerodinamico. La vista laterale, tipicamente Citroën, era caratterizzata in primis dal disegno dei passaruota, ad arco quelli anteriori e semicarenati quelli posteriori. Si poteva inoltre notare già dall'esterno che la zona riservata all'abitacolo appariva molto sviluppata, sia in altezza che in lunghezza, in modo da favorire l'abitabilità. La coda era caratterizzata innanzitutto dall'ampio portellone che si chiudeva a filo con i gruppi ottici, questi ultimi di forma rettangolare e situati ai lati della targa, subito sopra il paraurti posteriore, anch'esso di plastica grezza.
Uno dei contenuti di maggior rilievo tra quelli offerti dalla Visa fu senza dubbio la generosità dal punto di vista dell'abitabilità interna, superiore a quella di molte concorrenti dell'epoca. L'equipaggiamento interno era caratterizzato, oltre che dal consueto volante monorazza, anche dal dispositivo PRN, ossia un cilindro montato accanto al volante che conteneva tutti i comandi relativi a tergicristallo, luci e clacson e che dalla stampa specializzata dell'epoca fu soprannominato "satellite".

#### Struttura, meccanica e motori
Meccanicamente, la Visa condivideva il pianale con la Peugeot 104. Da quest'ultima vennero riprese le geometrie di avantreno (di tipo MacPherson) e retrotreno (a bracci tirati). Erano presenti anche molle elicoidali ed ammortizzatori idraulici telescopici. Tuttavia, la Casa del "double chevron" non volle rinunciare a preservare la propria identità di marchio, da sempre sinonimo, oltre che di affidabilità, anche di viaggi in pieno comfort. Perciò procedette ad una ritaratura delle sospensioni in modo da renderle meno rigide e quindi in modo da aumentare il comfort di marcia. L'impianto frenante era di tipo misto, con dischi all'avantreno e tamburi al retrotreno. Non era presente il servofreno.
Per risparmiare peso, su una scocca di dimensioni generose, si è ricorso dove possibile a materiali leggeri, in particolare alla plastica: in plastica vennero per esempio realizzati entrambi i paraurti.
Al suo debutto, la Visa fu disponibile in due motorizzazioni:
- il bicilindrico V06 raffreddato ad aria da 652 cm³ in grado di erogare fino a 36 CV di potenza massima;
- il motore XW a 4 cilindri da 1124 cm³, raffreddato ad acqua ed in grado di erogare fino a 50 CV di potenza massima.

Una menzione particolare è dovuta al bicilindrico delle versioni di base, che annovera tra le sue caratteristiche le canne cilindri in nikasil e addirittura l'accensione elettronica integrata.

Il cambio era in entrambi i casi di tipo manuale a 4 marce, ma a richiesta era possibile avere un cambio a 5 marce in abbinamento al motore da 1.1 litri.

### Evoluzione

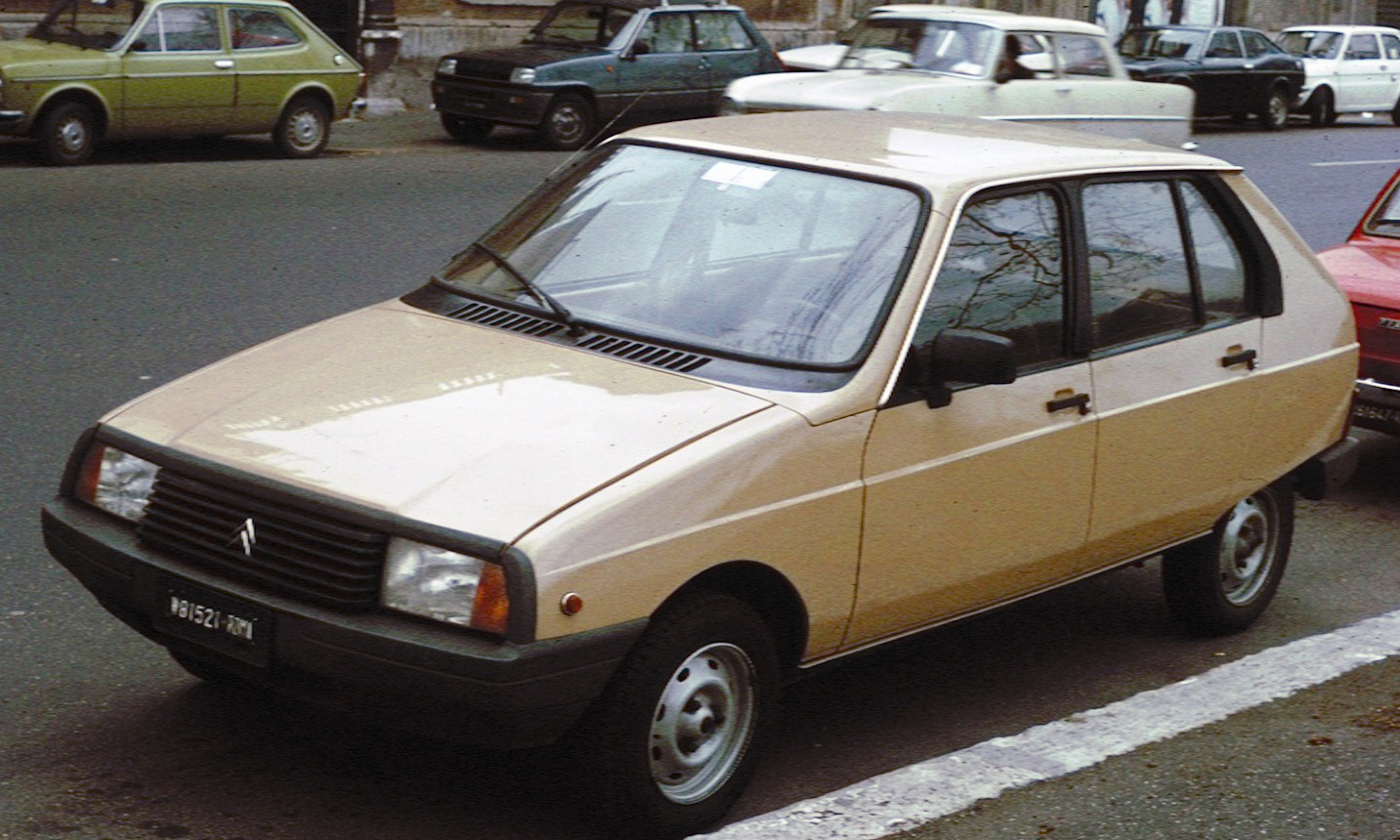
Una Visa dopo il restyling del 1981

La produzione venne avviata nello stabilimento di Rennes nella sola configurazione berlina 2 volumi a 5 porte, ed in tre livelli di allestimento: Special e Club, con motore bicilindrico, e Super con motore XW da 1.1 litri.
Nel 1979 venne introdotta la prima delle serie speciali, denominata Carte Noire. Si trattava di una Visa Super con verniciatura nera integrale, compresi i paraurti e la calandra, e con filetti color oro. Di color dorato erano anche i listelli della calandra, lo stemma della Casa sopra di essa ed i cerchi, tranne i copriruota rimasti del colore originale. Internamente la vettura era provvista di poggiatesta anteriori e predisposizione per l'autoradio. Ma le vendite stentarono e alla fine dello stesso anno la Casa francese procedette alle prime migliorie: venne montata una nuova cornice nera per il lunotto, mentre internamente la plancia divenne solcata da scanalature trasversali in luogo dei precedenti motivi a nido d'ape.
Nel 1980, e precisamente il 21 marzo, venne lanciata la seconda serie speciale, stavolta denominata Sextant e prodotta in 2 000 esemplari per la sola Francia: tale versione era caratterizzata da una livrea bicolore bianco-azzurra. Nella seconda metà dello stesso anno, la Visa Super fu sostituita da due versioni: la Super E, con lo stesso motore da 1.1 litri, ma con potenza portata a 57 CV, e la Super X, che montava invece il motore XZ da 1219 cm³ e 64 CV di potenza, e che divenne provvisoriamente il modello di punta della gamma, dotato di allestimento specifico e più curato, di impianto frenante servoassistito, e di un assetto ribassato di 15 mm. Nella stessa occasione venne lanciata anche la terza serie speciale, chiamata Carte Noire Filet Rouge, esternamente simile alla prima Carte Noire, ma con filetti rossi anziché dorati.
Nel 1981 arrivò il restyling, realizzato dal carrozziere Heuliez su richiesta di Georges Falconnett, all'epoca direttore commerciale della Citroën, la quale stentava ad avere idee efficaci sul piano dello stile dopo le dimissioni di Opron. Per la Visa, Heuliez ridisegnò un nuovo frontale, più lineare e meno tormentato, ed i fari anteriori posteriori, anch'essi rivisitati. Il poco tempo a disposizione per effettuare tale aggiornamento non permise ad Heuliez di intervenire sui lamierati, ma semplicemente sugli inserti in plastica. Anche i paraurti vennero ridisegnati. Per quanto riguarda la gamma, vi furono solo pochi interventi mirati, in particolare sulla Visa Super E, il cui motore da 1.1 litri venne reso più parco nei consumi. Lo stesso modello venne anche provvisto di servofreno.
Grazie a questi interventi, prevalentemente di carattere estetico, la Visa cominciò progressivamente a raccogliere consensi: entro la fine dell'anno, i dati di vendita risultarono più che raddoppiati rispetto al mese di aprile del 1980. Alla fine dello stesso anno, venne introdotta la Visa L, che andò ad interporsi tra la economica Club con motore bicilindrico e la Super E, già di per sé piuttosto spartana. Il motore era lo stesso della Visa Super E.

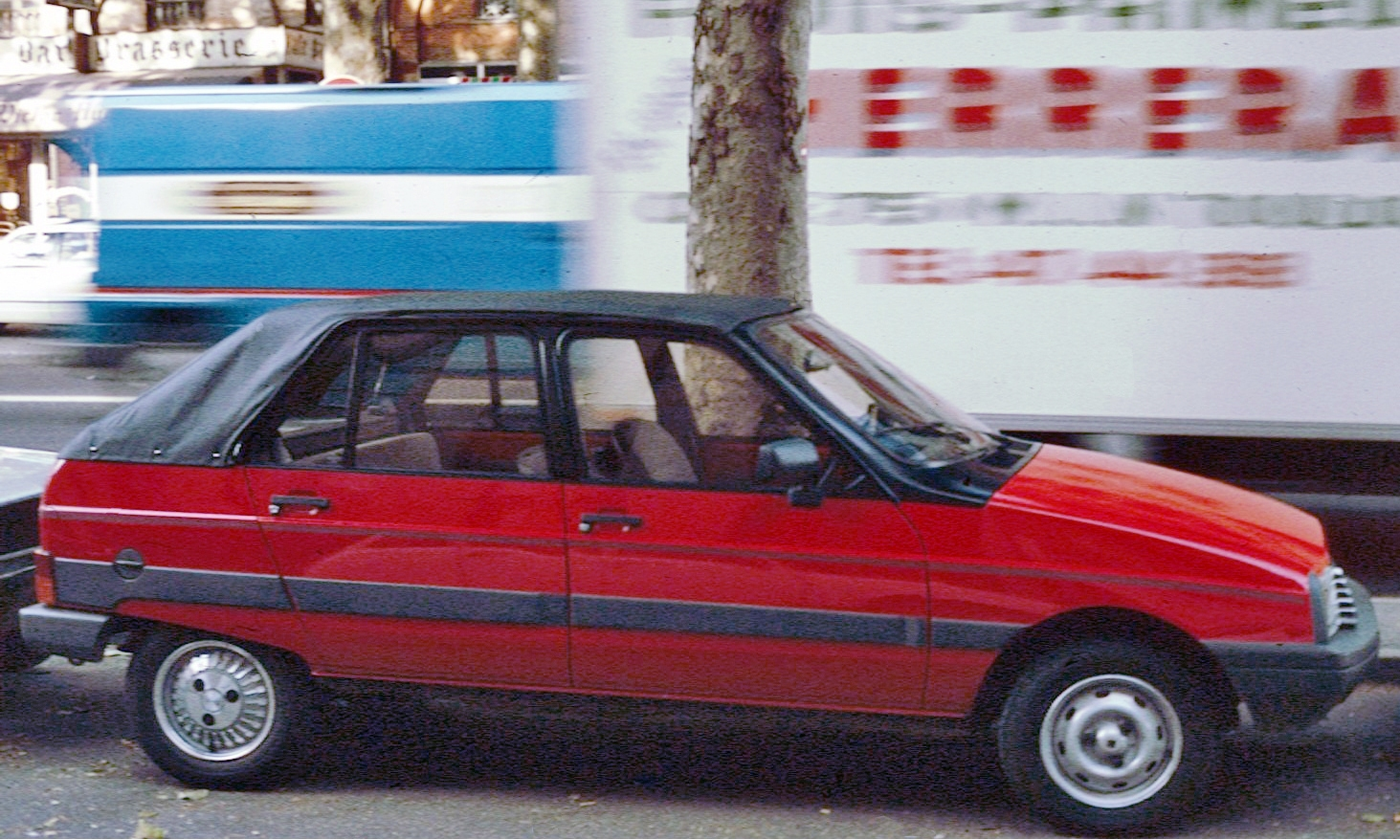
Una Visa decouvrable, la versione cabriolet

Nel gennaio del 1982 venne introdotta la Visa Entreprise, versione destinata a commercianti ed artigiani poiché omologata come autocarro. Inizialmente poteva essere scelta con il bicilidrico da 652 cm³ oppure con il 1.1 XW da 57 CV. Due mesi dopo, e precisamente il 24 marzo 1982, vide la luce la Visa Chrono, una serie speciale di 1000 esemplari, limitata al solo mercato francese e caratterizzata dalla livrea sportiva bianca con decals longitudinali rosse e blu, e cerchi verniciati in bianco. Il motore era lo stesso dell'altrettanto limitata 104 ZS2, vale a dire il 1.4 da 93 CV, ma stavolta accoppiato ad un più consono cambio a 5 marce. In quel periodo uscirono anche altre tre edizioni speciali della Visa, e cioè la West End, la Drapeau e la Platinum, queste ultime due previste solo per il mercato britannico. Nel luglio del 1982 venne introdotta la Visa GT, che andò a sostituire la Super X e che montava il 1.4 della Chrono, ma depotenziato ad 80 CV. Anche in questa versione il cambio era a 5 marce. Tale variante di trasmissione divenne optional nella Super E, rimasta invece in listino. Il 1982 vide anche la soppressione della Visa Special, sostituita da un modello denominato semplicemente Visa, senza alcuna sigla specifica.

Il mese di aprile del 1983 vide l'arrivo di un'importante variante, ossia la versione cabriolet, già presentata a Ginevra un mese prima e realizzata da Heuliez sulla base della Super E, della quale manteneva anche l'unità motrice da 1.1 litri e 50 CV. Tale versione aveva la particolarità di conservare la sua configurazione a quattro porte laterali: per forza di cose dovette essere soppresso il portellone posteriore. Contemporaneamente, la Chrono venne riproposta, ma stavolta non solo per il mercato francese, bensì anche per i mercati di Germania, Italia, Austria, Belgio, Paesi Bassi e Svizzera. L'unica differenza stava nel motore, sempre da 1.4 litri, ma stavolta nella versione da 80 CV già utilizzata per la GT (tranne che le Chrono destinate alla Svizzera, dove la potenza fu ulteriormente depotenziata a 72 CV). Esternamente era caratterizzata da strisce adesive nel colore delle bandiere degli Stati a cui era destinata. Nel luglio del 1983, la gamma fu sottoposta ad alcuni aggiornamenti: la dotazione si arricchì leggermente con l'arrivo della spia del freno a mano, dell'accendisigari e di altri piccoli dettagli. Contemporaneamente, cambiarono le denominazioni: la Visa L divenne Visa 11E, mentre la Super E divenne 11RE. Un mese dopo, ad agosto, fu la volta altre due nuove serie speciali: da una parte, la GT Tonic, realizzata appunto sulla base della normale GT, ma con livrea esteriore e plancia simili a quella della Chrono. Nel mercato portoghese tale edizione prese il nome di Bi-Campeao, per celebrare i successi della vettura al rally del Portogallo. La seconda serie speciale di quel periodo fu la Platine, prevista in duemila esemplari e verniciata in tinta grigio metallizzata.

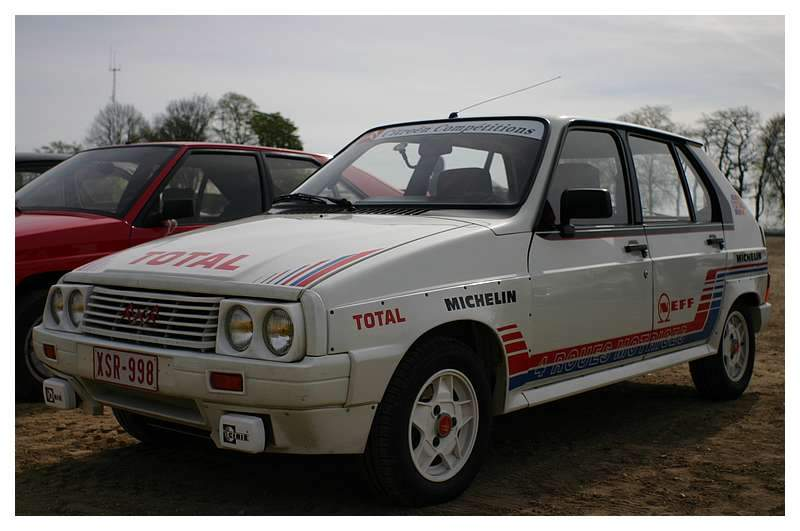
Una Visa 1000 Pistes

 Nel mese di ottobre fu la volta della Visa 1000 Pistes, una delle versioni più adorate dagli appassionati, caratterizzata da una livrea assai sportiva ed aggressiva, bianca con strisce adesive rosse e blu, cerchi e calandra verniciati anch'essi in bianco e nuovi gruppi ottici tondi e sdoppiati. Tale serie speciale venne commercializzata in duecento esemplari, necessari per l'omologazione della vettura nel Gruppo B. La 1000 Pistes era spinta da un'unità da 1.4 litri derivata da quella delle altre versioni 1.4, ma che in questo caso venne elaborato fino a raggiungere la potenza massima di ben 112 CV. Ma la vera particolarità tecnica della 1000 Pistes stava nella trazione integrale: ciò fece della 1000 Pistes una versione realmente significativa dal punto di vista storico, versione che oggigiorno è molto ricercata, nonché molto rara.
Nel gennaio del 1984 la gamma si estese verso il basso con l'arrivo della nuova Visa 10E, prima versione equipaggiata con il motore XV da 954 cm³ in grado di erogare una potenza massima di 45 CV. Tale modello andò a sostituire la 11E. Inizialmente, però, tale versione fu disponibile solo per il mercato italiano: solo due anni dopo sarebbe arrivata anche in Francia. Il 23 marzo dello stesso anno vi fu l'arrivo della versione diesel, spinta dal motore XUD7 da 1769 cm³, un'unità aspirata della potenza di 60 CV. La Visa 17 venne proposta negli allestimenti D, RD e D Entreprise, quest'ultima omologata come autocarro, esattamente come le altre Entreprise. Nella primavera dello stesso anno venne introdotta l'ennesima serie speciale, denominata Olympique (Challenger per il mercato britannico), realizzata sulla base della 11E. Al Salone di Parigi, nell'ottobre 1984, venne presentata la C15, versione furgonata della Visa, dotata di un vero cassone posteriore per il trasporto delle merci.
Nel 1985 venne cambiata la gamma colori ed anche la strumentazione interna ricevette alcuni sostanziosi aggiornamenti. Più o meno nello stesso periodo la GT venne tolta di produzione ed al suo posto fu lanciata la Visa GTI, spinta dal motore XU5 da 1580 cm³, un'unità motrice in grado di erogare fino a 105 CV di potenza massima. Questa divenne la versione top di gamma, caratterizzata esteriormente dai cerchi in lega e dai fari tondi sdoppiati sulla falsariga di quelli già visti nella serie limitata 1000 Pistes. Poco tempo dopo fu introdotta la Visa 14 TRS, dotata dello stesso motore PSA XY della Visa GT, ma depotenziato a 60 CV in modo da privilegiare maggiormente la coppia motrice e consentire un utilizzo tranquillo. Ed ancora, sempre nei primi mesi del 1985, venne lanciata una nuova serie limitata, denominata nuovamente Challenger come quella di un anno prima, destinata al solo mercato britannico. Ma stavolta tale serie speciale fu estesa ad altri sei Paesi europei, ed inoltre era basata sulla meccanica della GT. Nella seconda metà dell'anno, la Visa con carrozzeria cabriolet venne tolta di listino, mentre venne introdotta un'ulteriore serie speciale denominata Leader e disponibile inizialmente con il motore 1.1 da 50 CV. Poco tempo dopo la Leader sarebbe stata proposta anche con il 1.7 diesel da 60 CV.
A partire dall'11 marzo del 1986 la Visa 10E cominciò ad essere commercializzata anche in Francia, ma in questo caso la 11E rimase in listino e non venne eliminata come invece era accaduto due anni prima nel listino italiano. Nello stesso anno la GTi vide la sua potenza salire da 105 a 115 CV, esattamente come la corrispondente versione della 205, della quale riprendeva il motore. Nella seconda metà dello stesso anno fu presentata la nuova AX, vettura destinata qualche tempo dopo a sostituire la Visa, almeno nelle sue versioni di gamma bassa e medio-bassa. Per questo motivo, l'anno seguente vi fu un sostanzioso sfoltimento della gamma, con l'uscita di produzione dei modelli Club, 11E e 14 TRS, nonché delle Entreprise a benzina.
L'uscita definitiva di produzione della Visa si ebbe nel luglio del 1988.

## Riepilogo caratteristiche
Di seguito vengono riepilogate le caratteristiche relative alle versioni costituenti la gamma Visa. I prezzi riportati sono in franchi francesi e si riferiscono al livello di allestimento più basso ed al momento del debutto nel mercato locale:
| Modello e allestimenti | Motore   | Cilindrata cm³ | Alimentazione                       | Potenza CV/rpm | Coppia NM/rpm | Trazione | Cambio/ N°rapporti | Massa a vuoto (kg) | Velocità max | Acceler. 0–100 km/h | Consumo (l/100 km) | Anni di produzione | Prezzo al debutto in franchi |
| Versioni a benzina |          |                |                                     |                |               |          |                    |                    |              |                     |                    |                    |                              |
| Visa Special/Club/ Entreprise/base | V06      | 652            | Carburatore                         | 35/5250        | 49/3500       | A        | M/4                | 745                | 128          | 29"3                | 5.4                | 1978-87            | 22.600                       |
| Visa 10E | XV       | 954            | Carburatore                         | 45/6000        | 66/3000       | A        | M/4                | 810                | 133          | 19"8                | 6.6                | 1986-881           | 47.900                       |
| Visa Super/Super E/ L / 11 E/11 RE/Entreprise | XW7      | 1124           | Carburatore                         | 50/5500        | 84/2500       | A        | M/4                | 800                | 144          | 16"6                | 7.7                | 1978-88            | 25.800                       |
| Visa découvrable | XW7      | 1124           | Carburatore                         | 50/5500        | 84/2500       | A        | M/4                | 813                | 137          | 20"7                | 6.5                | 1983-85            | 58.460                       |
| Visa Super X | XZ7G     | 1219           | Carburatore                         | 64/6000        | 91/3000       | A        | M/4                | 815                | 155          | 14"                 | 8.3                | 1980-82            | 28.300                       |
| Visa 14 TRS | XY7      | 1361           | Carburatore                         | 60/5000        | 105/2500      | A        | M/4                | 830                | 153          | 14"                 | 6.3                | 1985-87            | 52.700                       |
| Visa GT/Chrono² | XY8      | 1361           | Carburatore                         | 80/58003       | 108/2800      | A        | M/5                | 830                | 168          | 10"9                | 7.3                | 1982-85            | 47.900                       |
| Visa Chrono4 | XYR      | 1361           | Carburatore                         | 93/5800        | 125/4500      | A        | M/5                | 850                | 173          | 10"2                | 8.5                | 1982               | 55.000                       |
| Visa 1000 Pistes | -        | 1361           | Carburatore                         | 112/6800       | 131/4500      | I        | M/5                | 850                | 183          | 8"7                 | 9                  | 1983               | 100.000                      |
| Visa GTi | XU5J     | 1580           | Iniezione elettronica               | 105/6250       | 134/4000      | A        | M/5                | 870                | 188          | 9"1                 | 7.4                | 1985-86            | 72.200                       |
| Visa GTi | XU5 JA/K | 1580           | Iniezione elettronica               | 115/6250       | 134/4000      | A        | M/5                | 870                | 192          | 8"8                 | 7.8                | 1986-88            | 76.900                       |
| Versioni a gasolio |          |                |                                     |                |               |          |                    |                    |              |                     |                    |                    |                              |
| Visa 17 D/17 RD/ 17 D Entreprise | XUD7/K   | 1769           | Diesel aspirato iniezione indiretta | 60/4600        | 110/2000      | A        | M/4                | 890                | 152          | 15"9                | 5.2                | 1984-88            | 52.860                       |
| Note: 1Già dal 1984 nel mercato italiano ²Si intende la Chrono non destinata unicamente alla Francia ed introdotta nel 1983 372 CV a 6000 giri/min per gli esemplari destinati al mercato svizzero 4Destinata unicamente al mercato francese |          |                |                                     |                |               |          |                    |                    |              |                     |                    |                    |                              |

## L'attività sportiva

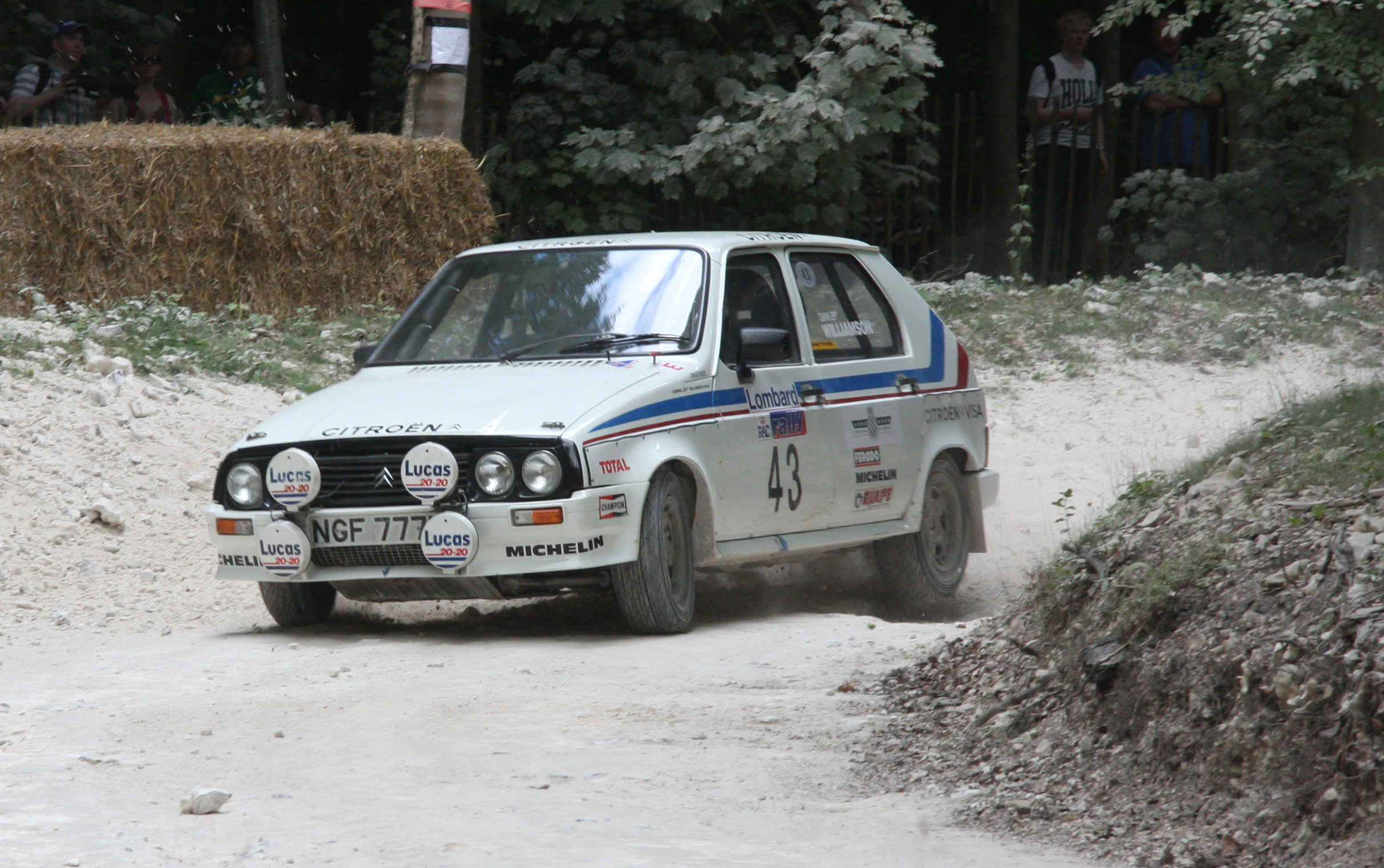
Una Visa impegnata in competizione

Tra la fine del 1979 e l'inizio del 1980 si cominciò a programmare il rientro della Citroën nelle competizioni, ed in particolare nei rally, e la Visa fu la vettura designata per rivestire tale compito. Sotto la guida del responsabile incaricato dell'attività agonistica, Guy Verrier (già pilota di rally con le Citroën DS ed SM), già il 20 maggio del 1980 venne approntata una Visa dotata di motore 1.1 da oltre 100 CV. Tale vettura, denominata Visa Super Rallye e pilotata da Francisco Romaozinho, esordì il 13 giugno e riuscì a piazzarsi ottava in classifica generale al termine del rally di San Miguel (Azzorre). Un risultato non di gran rilievo, ma significativo se si considera il fatto che la vettura era ancora in fase di messa a punto. Nel mese di novembre, la vettura si classificò al quarto posto in classifica generale e seconda nel Gruppo 2 dietro alla Datsun 160J di Mendes.
In seguito arrivarono anche delle Visa completamente stravolte meccanicamente ed anche nel corpo vettura. Un esempio fu la Visa Lotus, così chiamata perché basata nientemeno che sulla meccanica della Lotus Esprit Turbo. Il suo motore sovralimentato da 2.2 litri era sistemato in posizione centrale ed erogava fino a 210 CV di potenza massima. Il grosso problema di questa vettura fu però il suo peso eccessivo che le impedì di avere un seguito agonistico. Un nuovo tentativo si ebbe con l'inserimento di un motore da 2 litri mutuato dalla CX20 ed elaborato fino a raggiungere 200 CV. Tale vettura raggiunse il secondo posto nella prima prova del Rallye des Mille Pistes, nel luglio 1981, ma nella seconda prova ruppe un mozzo posteriore e dovette abbandonare.
Nel 1982, i nuovi regolamenti agonistici che sancirono di fatto la cancellazione dei gruppi dall'1 al 5 e che decretarono tra l'altro la nascita del gruppo B, imposero alla Casa francese la realizzazione di una nuova Visa da competizione, denominata Visa Trophée. Tale vettura era equipaggiata con il motore 1.2 utilizzato anche per la Super X, ma che in questo caso venne spremuto fino ad arrivare a 100 CV a 6500 giri/min. Anche questa vettura riuscì ad ottenere dei discreti risultati, grazie al quinto posto nel Rally del Portogallo del 1982, ottenuto da Alain Coppier.

Nello stesso periodo, fu varato un programma che consentisse ai piloti "in erba" di poter emergere nel mondo dei rally: molti furono gli esemplari di Visa impiegati a tale scopo.
La Visa Gruppo B del 1983 montava un motore da 1434 cm³ in grado di erogare 145 CV ed un differenziale autobloccante. Con questa vettura furono in tre i piloti in grado di raccogliere buoni risultati: Olivier Tabatoni, Christian Dorche e Alain Coppier.
In seguito, la Visa venne anche impiegata per la Parigi-Dakar, dove delle tre vetture schierate, solo una riuscì a raggiungere il traguardo, classificandosi all'ottavo posto di classe. Il pilota era Marc Lacaze.

Nel 1984 vennero impiegate delle Visa derivate direttamente dalla 1000 Pistes stradale, la quale ha permesso l'omologazione delle vetture nel Gruppo B. Sfortunatamente non riuscirono ad ottenere grossi risultati. La 1000 Pistes da competizione ebbe modo di rifarsi due anni dopo, conquistando ben tre titoli nazionali di rally, grazie ai piloti Christian Dorche, Carole Vergnaud e Pascale Neyret. Fu l'ultimo acuto di un'intensa attività agonistica: a partire dal 1987, fu la AX ad essere impiegata nelle competizioni.